# Мохр
Мохр, или Мехр, или Мур, или Моху́р, или Моху́р-и-Сейида́н (перс. مهر‎) — небольшой город на юге Ирана, в провинции Фарс. Административный центр шахрестана  Мохр. По данным переписи, на 2006 год население составляло 6 188 человек.

## География
Город находится в южной части Фарса, в горной местности юго-восточного Загроса, на высоте 444 метров над уровнем моря.
Мохр расположен на расстоянии приблизительно 230 километров к юго-юго-востоку (SSE) от Шираза, административного центра провинции и на расстоянии 910 километров к юго-юго-востоку от Тегерана, столицы страны.